# 나폴레옹 (음식)
나폴레옹(러시아어: Наполеон 나폴레온[*])은 러시아의 토르테이다. 나폴레옹 케이크(Napoléon cake)로 부르기도 한다.

## 만들기
여러 겹의 퍼프 페이스트리 사이를 버터를 넣은 커스터드나 커스터드를 넣은 버터 크림으로 채운 다음, 퍼프 페이스트리 자투리를 부순 가루로 겉면을 덮는다. 

## 같이 보기
- 밀푀유
- 크렘슈니테